# Chen Xiexia
Chen Xiexia (en chino: 陈燮霞; Panyu, 8 de enero de 1983) es una deportista china que compitió en halterofilia.
Participó en los Juegos Olímpicos de Pekín 2008, obteniendo una medalla de oro en la categoría de 48 kg; medalla que perdió posteriormente por dopaje. Ganó una medalla de oro en el Campeonato Mundial de Halterofilia de 2007.

## Palmarés internacional
| Juegos Olímpicos   | Juegos Olímpicos       | Juegos Olímpicos | Juegos Olímpicos |
| Año                | Lugar                  | Medalla          | Categoría        |
| ------------------ | ---------------------- | ---------------- | ---------------- |
| 2008               | Pekín (China)          | DSC              | 48 kg            |
| Campeonato Mundial |                        |                  |                  |
| Año                | Lugar                  | Medalla          | Categoría        |
| 2007               | Chiang Mai (Tailandia) | Medalla de oro   | 48 kg            |